# Miguel Mellado
Miguel Alberto Mellado (Río Negro, 18 marzo 1993) è un calciatore argentino, centrocampista del PAE Chania.

## Caratteristiche tecniche
È un mediano.

## Carriera
Cresciuto nelle giovanili del Chacarita Juniors, ha esordito il 25 settembre 2012 in occasione del match pareggiato 0-0 contro l'Atlanta.
Il 27 luglio 2024 firma un contratto biennale con l'AEL Limassol.

## Statistiche

### Presenze e reti nei club
Statistiche aggiornate al 17 aprile 2018.
| Stagione        | Squadra           | Campionato      | Campionato | Campionato | Coppe nazionali | Coppe nazionali | Coppe nazionali | Coppe continentali | Coppe continentali | Coppe continentali | Altre coppe | Altre coppe | Altre coppe | Totale | Totale | Totale |
| Stagione        | Squadra           | Comp            | Pres       | Reti       | Comp            | Pres            | Reti            | Comp               | Pres               | Reti               | Comp        | Pres        | Reti        | Pres   | Reti   |        |
| --------------- | ----------------- | --------------- | ---------- | ---------- | --------------- | --------------- | --------------- | ------------------ | ------------------ | ------------------ | ----------- | ----------- | ----------- | ------ | ------ | ------ |
| 2012-2013       | Chacarita Juniors | BM              | 25         | 1          | CA              | 1               | 0               |                    | -                  | -                  |             | -           | -           | 26     | 1      |        |
| 2013-2014       | Dep. Merlo        | BM              | 17         | 0          | CA              | 1               | 0               |                    | -                  | -                  |             | -           | -           | 18     | 0      |        |
| 2013-2014       | Chacarita Juniors | BM              | 12         | 1          | CA              | 1               | 0               |                    | -                  | -                  |             | -           | -           | 13     | 1      |        |
| 2014            | Chacarita Juniors | BM              | 17         | 0          |                 | -               | -               |                    | -                  | -                  |             | -           | -           | 17     | 0      |        |
| 2015            | Chacarita Juniors | BN              | 37         | 1          | CA              | 4               | 0               |                    | -                  | -                  |             | -           | -           | 41     | 1      |        |
| 2016            | Chacarita Juniors | BN              | 16         | 0          | CA              | 0               | 0               |                    | -                  | -                  |             | -           | -           | 16     | 0      |        |
| 2016-2017       | Chacarita Juniors | BN              | 38         | 0          | CA              | 0               | 0               |                    | -                  | -                  |             | -           | -           | 38     | 0      |        |
| 2017-2018       | Chacarita Juniors | PD              | 16         | 0          | CA              | 0               | 0               |                    | -                  | -                  |             | -           | -           | 16     | 0      |        |
| Totale carriera | Totale carriera   | Totale carriera | 178        | 3          |                 | 7               | 0               |                    | -                  | -                  |             | -           | -           | 185    | 0      |        |